# Elaine Chao
Elaine Chao, född 26 mars 1953 i Taipei, är en taiwanesiskfödd amerikansk ekonom och republikansk politiker. Chao var USA:s arbetsmarknadsminister mellan åren 2001–2009 i Bushs kabinett. Hon var USA:s transportminister i Trumps kabinett från den 31 januari 2017 till 11 januari 2021.

## Biografi
1961 flyttade den då åttaåriga Chao till New York i USA tillsammans med sin mor och två yngre systrar.
Chao avlade kandidatexamen i nationalekonomi vid Mount Holyoke College, Massachusetts 1975. Därefter studerade Chao vid Harvard University och avlade där masterexamen i företagsekonomi 1979.

## Karriär
Chao var arbetsmarknadsminister mellan åren 2001 och 2009 i George W. Bushs kabinett. Hon blev därmed den första kvinnliga asiat-amerikanen i en amerikansk regering. Under sina två hela mandatperioder som minister var hon också den enda i kabinetten som stannade under Bushs hela två ämbetsperioder.

### USA:s transportminister (2017–2021)
Den 29 november 2016 meddelade USA:s då tillträdande president Donald Trump att han nominerat Chao som transportminister i sitt kabinett. Nomineringen av Chao godkändes av USA:s senat den 31 januari 2017 och samma dag svors Chao in som USA:s transportminister.
En analys från Politico under oktober 2018 visade att Chao hade mer än 290 timmar av möten vilket märktes som "privat" under arbetstiden på arbetsdagar under hennes 14 första månader. Timmarna motsvarade sju veckors semester. Tidigare transporttjänstemän för avdelningen beskrev det som ovanligt.
Den 7 januari 2021 meddelade Chao att hon skulle avgå som transportminister 11 januari. I ett uttalande nämnde hon stormningen av Kapitolium som anledning till avgången.